# La Poveda (métro de Madrid)
La Poveda est une station de métro à Arganda del Rey, dans la communauté de Madrid, en Espagne. Ouverte le 7 avril 1999, elle est située sur la ligne 9 du métro de Madrid entre Rivas Vaciamadrid et Arganda del Rey.